# 8009 Béguin
8009 Béguin là một tiểu hành tinh vành đai chính với chu kỳ quỹ đạo là 1686.2565176 ngày (4.62 năm).
Nó được phát hiện ngày 25 tháng 1 năm 1989.